# La Dame de Monsoreau (film 1913 Chautard)
La Dame de Monsoreau è un film muto del 1913 diretto da Émile Chautard.
È uno degli adattamenti per lo schermo di La dama di Monsoreau, romanzo storico di Alexandre Dumas padre pubblicato in Francia nel 1846 che venne poi adattato per il teatro dallo stesso Dumas nel 1850.

## Trama
Il film racconta di una bellissima nobildonna rapita e indotta con l'inganno a sposarsi. Ella, infatti, era concupita dal fratello del re Enrico III, il duca di Anjou, e Monsoreau le fa credere che per non essere perduta l'unico modo era quello di sposarlo. Ma lui, gelosissimo, la rinchiude in una casa a Parigi- Qui incontra il gentiluomo Bussy, che si innamora di lei. Prima che però lui la possa aiutare, Monsoreau, capendo i suoi progetti, lo fa uccidere.

## Produzione
Il film fu prodotto dalla Société Française des Films Éclair.

## Distribuzione
Distribuito dalla Société Française des Films Éclair, uscì nelle sale cinematografiche francesi il 28 novembre 1913. Nello stesso anno, in Francia uscì anche La Dame de Monsoreau, una versione firmata da Maurice Tourneur.
Il film, conosciuto nei paesi di lingua inglese anche con il titolo Chicot the Jester, venne distribuito negli Stati Uniti dalla Leading Players nell'aprile 1914.